# シルバーレコード
シルバーレコード株式会社（英称:silver RECORDS CO., LTD.）は、日本のレコード会社。横浜銀蝿再結成の際、リーダー嵐によって1999年に設立。販売委託元は日本コロムビア。

## 概要
1999年11月に設立。設立当初は多数の所属アーチストを抱え「シルバーレコード祭り」を2回開催する。
2002年には嵐が北海道のローカルアイドルホワイト☆ストームのプロデュース。2枚のシングルをリリース。
2005年の横浜銀蝿のベスト盤を最後にリリースが止まり、近年のリリースはインディーズからの発売になり、会社としては休止状態。

## 沿革
2000年4月に横浜銀蝿のシングル「成りあがり」、アルバム「ぶっちぎり総集編壱」をリリース。
その後も多数のアーチストを抱え、2001年3月25日に赤坂BLITZで「シルバーレコード祭」を開催。

## 所属アーティスト
- 横浜銀蝿

## 過去の所属アーチスト
- CONNY
- SHANANA
- あいうえお
- COOLS
- ALMA
- ミック入来
- 山田あさこ
- RISING SUN
- フーチ
- 木村健悟
- 元祖一発屋
- J-SLASH
- HIROCO
- ホワイト☆ストーム
- YASU
- 佐藤のりゆき
- 長谷川雄二
- 河合絵里香&スーパーナビゲッティーズ
- 大阪銀蝿
- ミック入来&THE BONSAW